# 차량 캐노피

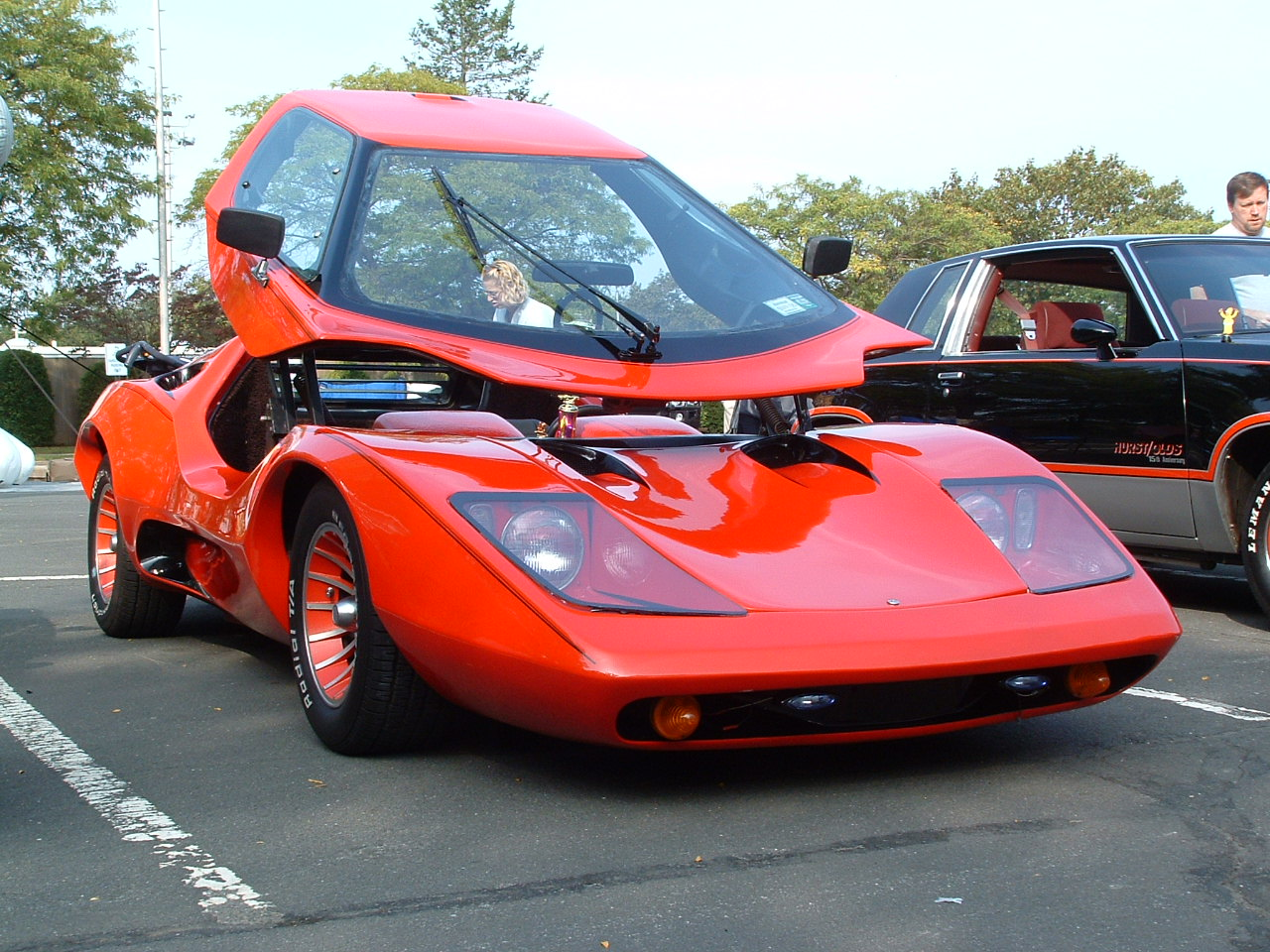
스터링 노바의 리프팅 캐노피

차량 캐노피는 차량에 드물게 사용되는 문 유형이다. 공식 명칭이 없어 연결형 캐노피, 버블 캐노피(영어: Bubble canopy), 조종석 캐노피, 캐노피 도어(영어: canopy door), 또는 단순히 캐노피(영어: canopy)로도 알려져 있다. 캐노피는 차량 상단에 위치하며 승객의 접근을 위해 어떤 식으로든 위로 들어 올려지는 문 유형이다. 이는 항공기 캐노피와 유사하다. 캐노피에는 확립된 하위 유형이 없으므로 전면, 측면 또는 후면에 경첩을 달 수 있지만, 전면에 경첩을 다는 것이 가장 일반적이다. 캐노피 도어는 양산차에는 거의 사용되지 않으며, 컨셉트 카에는 가끔 사용된다.

## 장점
- 일반 자동차 문은 차의 트랙 바깥으로 열리므로 열렸을 때 도로나 보도를 방해할 수 있다. 캐노피는 수직으로 열리기 때문에 이러한 문제가 없다.
- 측면 문이 없으므로 A-필러가 필요하지 않아 윈드실드가 차량의 앞쪽에서 뒤쪽까지 확장될 수 있어 운전자에게 180도 이상의 시야를 제공하고[5] 사각지대를 최소화한다. 스터링 노바와 같이 차량에 더 일반적인 외관을 주기 위해 A-필러가 여전히 추가되는 경우도 있다.

## 단점
- 모든 유리 캐노피 또는 랩어라운드 윈드실드에는 에어컨 또는 실내 온도 조절 장치가 필수적이다. 캐노피가 상당한 '온실 효과'를 제공하기 때문이다.[6]
- 전복 사고의 경우 유리를 깨지 않는 한 차량에서 탈출하는 것이 불가능하다.
- 높은 문턱과 어색한 지붕 위치로 인해 차량에 탑승하거나 하차하는 것이 어려울 수 있다. 이 문제는 내부를 완전히 열 수 있는 3부분 캐노피를 가진 사브 에어로 X로 극복되었다.
- 눈, 비, 우박과 같은 악천후 상황에서는 덮개가 없으면 내부를 젖지 않고 차량에 탑승하거나 하차하는 것이 불가능하다. 상당한 눈이 쌓이면 지붕에서 제거하여 들어 올릴 수 있을 만큼 가볍게 만들어야 할 수도 있다.

## 캐노피를 사용하는 자동차
이것은 완전한 목록이 아니다.

### 메서슈미트

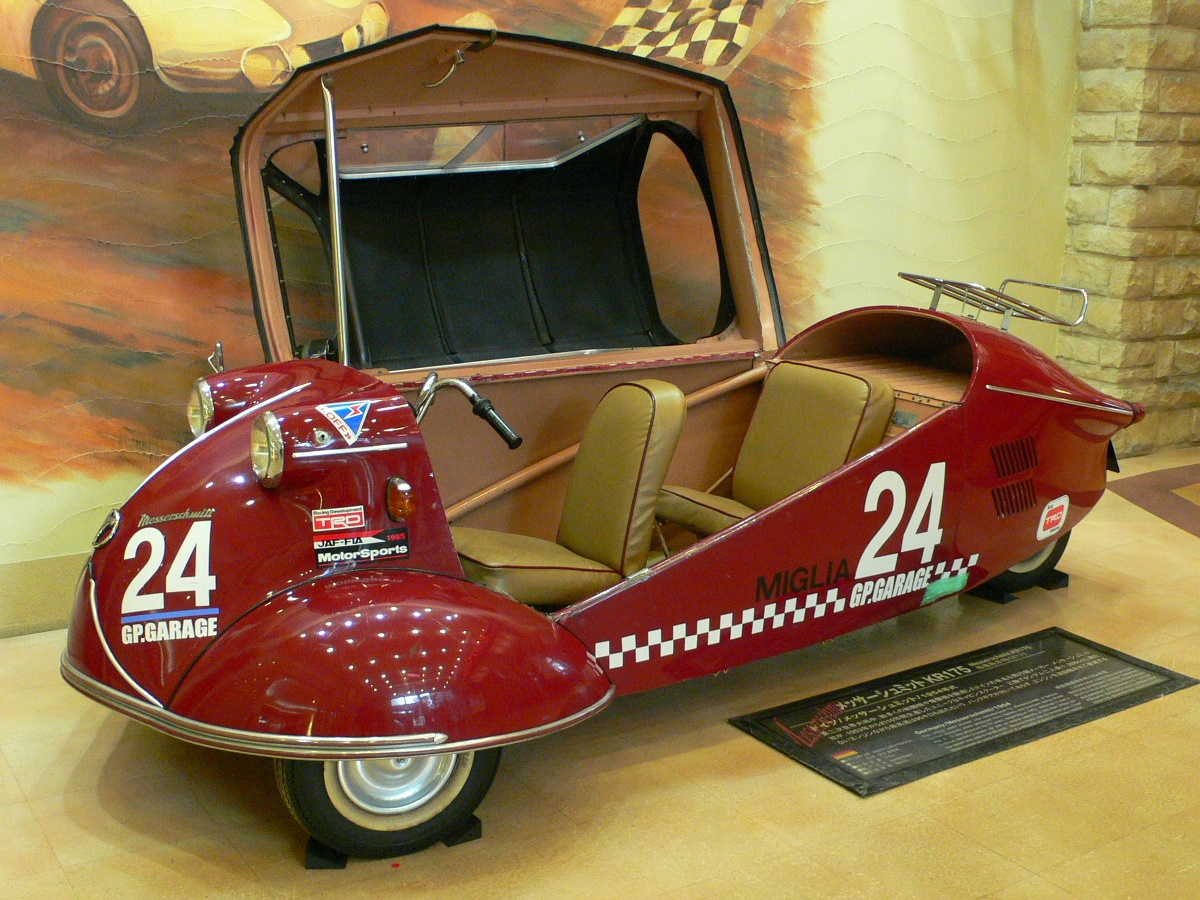
메서슈미트 KR175

최초의 차량 캐노피는 제2차 세계 대전 이후 항공기 생산이 금지된 독일 항공기 제조업체인 메서슈미트에 의해 발명된 것으로 알려져 있다. 대신 이들은 항공기 엔지니어 프리츠 펜드가 설계한 자동차를 생산했다. 대부분의 후기 자동차 캐노피와 달리 메서슈미트 캐노피는 많은 전투기 캐노피와 마찬가지로 측면에 경첩이 달려 있다. 측면 경첩의 문제점은 일반적인 나란히 앉는 좌석 배치를 가진 자동차의 경우 경첩에 가장 가까이 앉은 승객이 자동차에서 내리기 위해 좌석을 가로질러 미끄러지거나 올라야 한다는 것이다. 이러한 이유로 측면 경첩 캐노피는 1인승 또는 탠덤 좌석 자동차에 가장 적합하며, 후기 캐노피는 일반적으로 앞쪽이나 뒤쪽에 경첩이 달려 있었다.

#### 1953 메서슈미트 KR175
KR175는 생산 차량이든 컨셉트 차량이든 캐노피를 가진 최초의 자동차였다. 1956년에 모델이 메서슈미트 KR200으로 변경되었다.

#### 1956 메서슈미트 KR200
KR200에서 가장 눈에 띄는 점은 독특한 버블 캐노피이며, 이는 '버블 카'라는 용어를 탄생시켰다. KR200은 메서슈미트의 측면 경첩 캐노피를 계속 사용했다. 이 캐노피는 일반적으로 투명한 아크릴("플렉시글라스" 또는 "퍼스펙스")이었지만, 복제품은 자동차 안전용 폴리메타크릴산 메틸이다.

### 1966 알파 로메오 스카라베오 컨셉트 카
알파 로메오 스카라베오라는 이름으로 만들어진 세 가지 컨셉트 카 중 첫 번째는 전방 경첩 캐노피를 장착했다.

### 1969 홀덴 허리케인

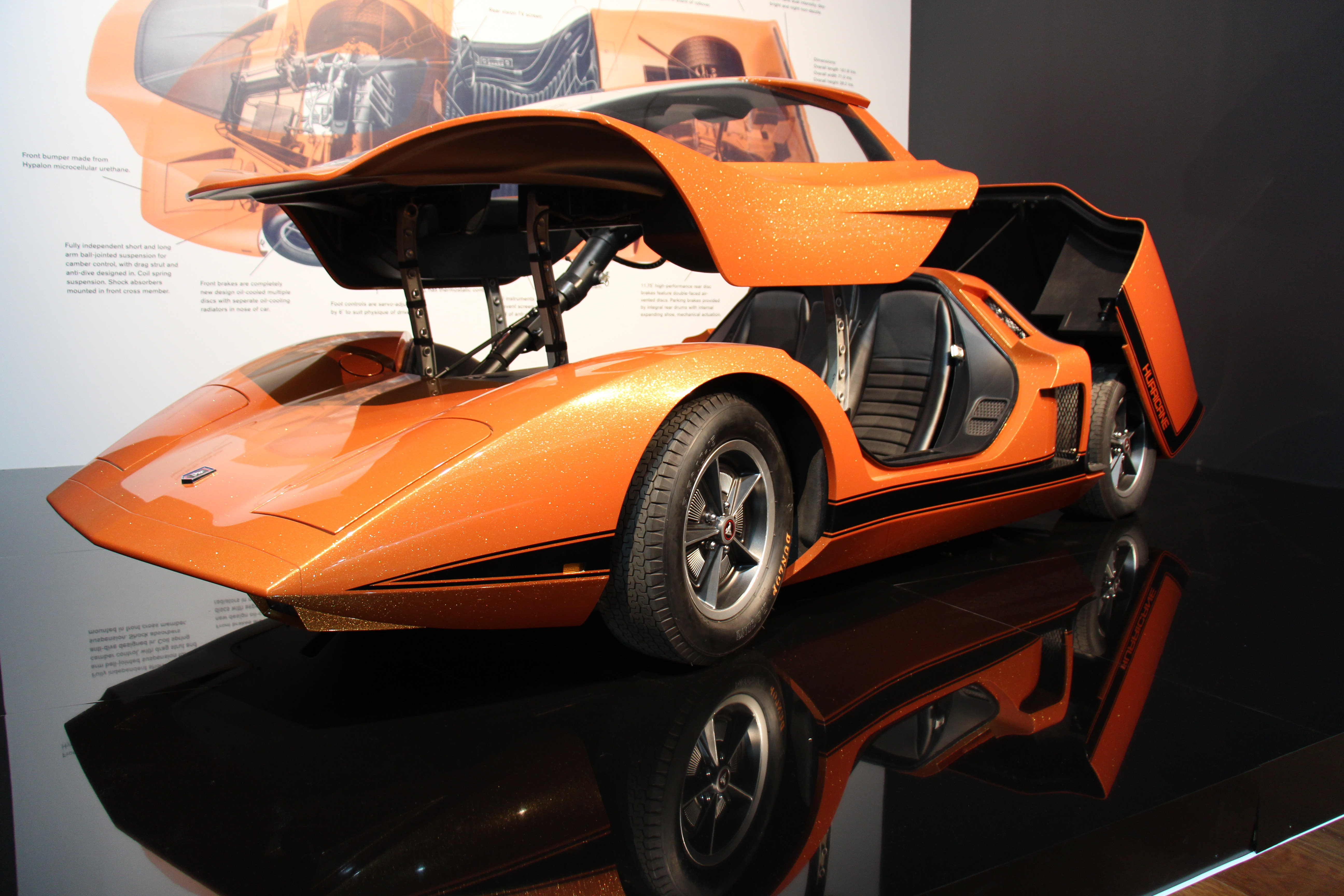
1969 홀덴 허리케인 컨셉트 카

1969년 홀덴 허리케인 컨셉트 카는 캐노피 도어를 특징으로 한다.

### 1970 페라리 모듈로 컨셉트 카
피닌파리나가 디자인한 페라리 512 S 모듈로 컨셉트 카는 캐노피 도어를 특징으로 한다.

### 1970 본드 버그

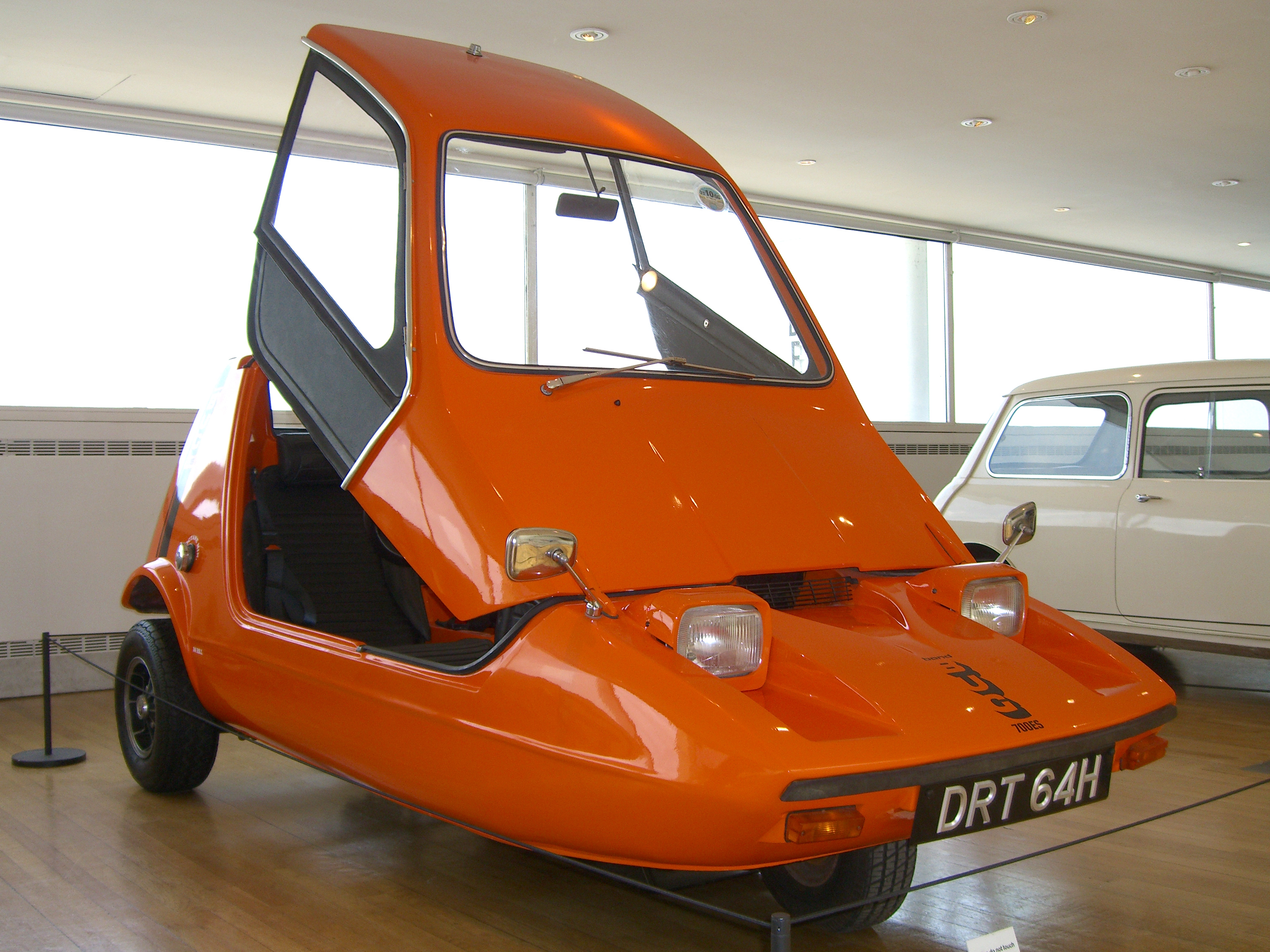
본드 버그

본드 버그는 작은 삼륜 스포츠카이며, 전방 경첩 캐노피를 사용한 최초의 양산차였다.

### 1971 노바 키트 카
퍼비스 유레카(노바의 라이선스 복제품)와 본드 버그를 제외하고, 노바는 현재까지 전방 경첩 캐노피 도어를 사용한 유일한 양산차이다. 윈드실드에는 작은 A-필러가 있어 캐노피가 닫혔을 때 일반적인 자동차처럼 보인다.

### 1985 뷰익 와일드캣 컨셉트 카
1985년 뷰익 와일드캣 컨셉트 카는 캐노피를 가지고 있었다. 사용된 캐노피 스타일은 승객실뿐만 아니라 전방 차체의 대부분으로 구성된 확장된 캐노피였다. 이 컨셉트 카에 캐노피가 사용된 것은 미래지향적이라고 생각되었기 때문이다.

### 1996 자가토 랩터
자가토 랩터는 자가토가 1996년에 디자인한 컨셉트 카로, 람보르기니 디아블로 VT 플랫폼을 기반으로 했다. 상징적인 이중 버블 루프가 문 대신 열릴 때 앞으로 기울어지도록 설계되었다.

### 2002 폭스바겐 1리터 카

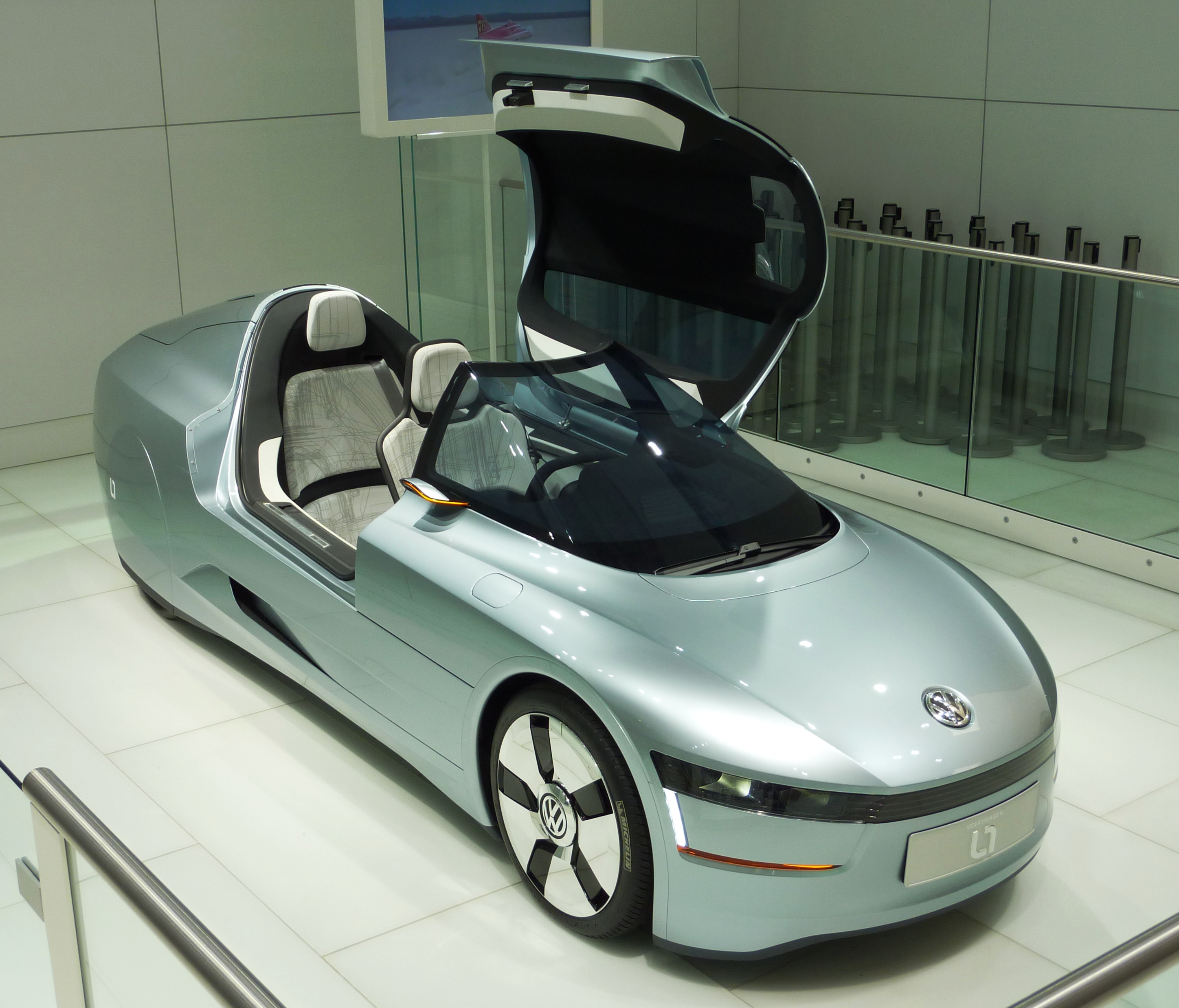
폭스바겐 L1 컨셉트

컨셉트 폭스바겐 1리터 카인 VW 1L은 캐노피 도어를 사용한다. 이 컨셉트의 2013년 양산 버전은 버터플라이 도어를 사용했다.

### 2005 마세라티 버드케이지 75주년 컨셉트 카
마세라티 버드케이지 75주년은 일반적인 문이 없고, 대신 확장된 캐노피 시스템을 사용한다. 시연 모델에는 에어컨이 없어 기자들(Evo Magazine의 해리 멧칼프 포함)이 앞서 언급한 '온실 효과'를 경험했다: 차량을 운전하는 동안 더운 날에는 버블을 살짝 열어 차량 내부를 식혀야 했다고 한다.

### 2006 사브 에어로-X 컨셉트 카

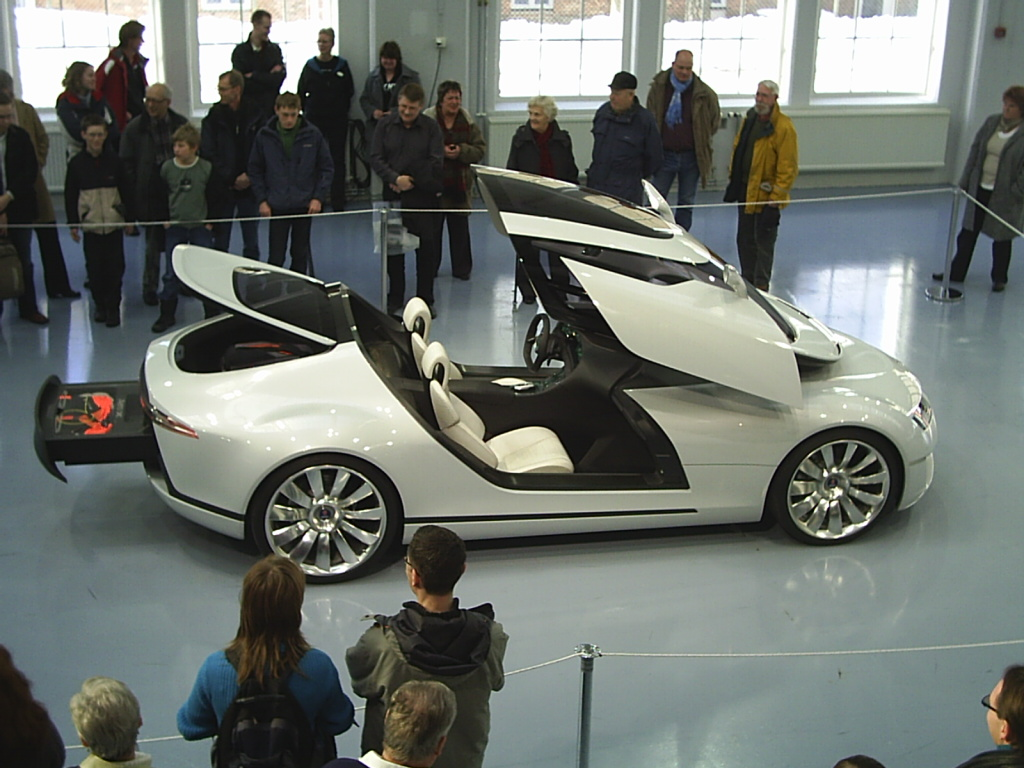
사브 에어로-X의 3부분 캐노피.

에어로 X의 상단 캐노피는 사브 항공기의 스타일을 본떠 만들었으며, 이것이 캐노피를 사용하게 된 영감이었다. 캐노피는 리모컨으로 열리며, 다시 닫는 레버가 있다.
3부분 캐노피는 높은 문턱과 어색한 각도의 지붕과 같은 문제를 해결하지만, 메커니즘이 더 복잡하여 더 무거워지고 고장 날 가능성이 높다. 이는 탑승자가 차량 내부에 갇히게 할 수 있다.
캐노피에는 랩어라운드 윈드실드와 유리 지붕, 측면 창문 및 차체 패널(위로 들어 올려져 문턱을 낮춤), 그리고 내부 페시아의 상단 지붕 부분(안쪽으로 움직여 출입을 방해하지 않음)이 포함된다. 이 부분들은 가능한 한 적은 공간을 차지하도록 복잡하게 움직인다. 이러한 구조는 문과 A-필러의 필요성을 없애고 윈드실드가 B-필러에서 B-필러까지 확장되도록 하여 전체적인 시야를 개선하는 중요한 이점을 제공한다.

### 2018 휴먼 호라이즌스 컨셉트 H
2018년 10월, HiPhi NEV 브랜드의 모회사인 휴먼 호라이즌스는 컨셉트 A와 함께 컨셉트 H를 공개했다. H는 하이퍼벨로시티를 의미하며, 이 컨셉트에는 버터플라이 도어와 회사가 A.C.E.S. 또는 연결형 캐빈 진입 시스템이라고 부르는 추가 캐노피 개구부가 특징이다. 이는 지붕의 일부를 움직여 접근을 용이하게 한다. 이 아이디어는 나중에 HiPhi X 양산차에 걸윙 도어 또는 회사가 NT 도어라고 부르는 형태로 적용되었다.

### 배트모빌
배트맨 영화 제작에 사용된 배트모빌의 다양한 모델들은 캐노피 도어를 사용한다.

### 개조차

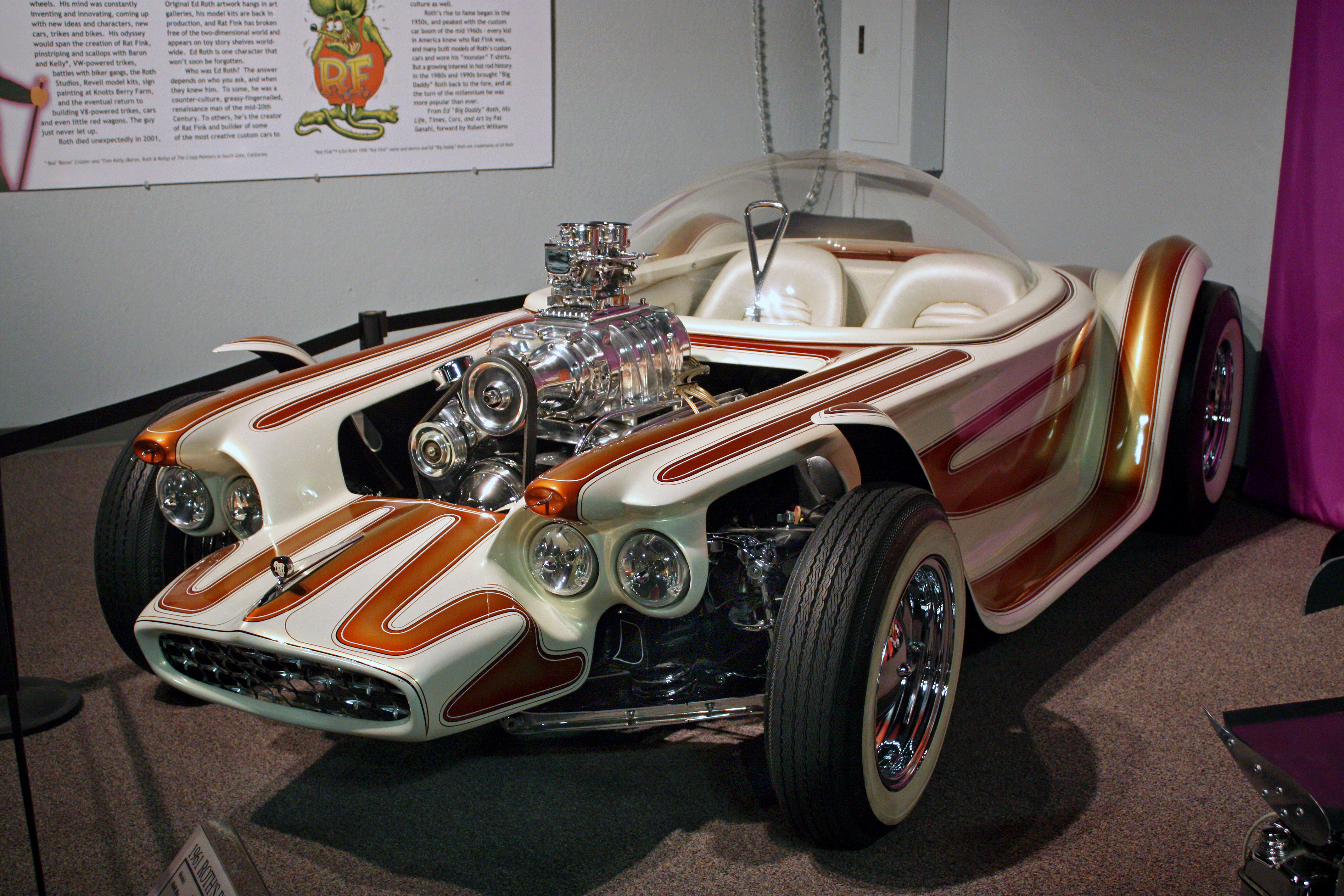
에드 로스의 비트닉 밴딧

버블 캐노피는 일부 개조차에서 인기가 많으며, 특히 에드 로스의 오비트론, 로드 에이전트, 비트닉 밴딧과 같은 차량에서 두드러진다.

### 람보르기니
람보르기니의 50주년 기념 차량인 람보르기니 에고이스타는 전면에 경첩이 달린 캐노피 도어를 가지고 있다.

## 가상의 매체에서
액션 RPG 비디오 게임 확장팩인 사이버펑크 2077: 팬텀 리버티에는 캐노피 도어를 가진 레트로퓨처리즘 스포츠 쿠페 차량인 헤레라 립타이드가 등장한다.

## 같이 보기
- 버터플라이 도어
- 자동차 문
- 걸윙 도어
- 비표준 문 디자인 차량 목록
- 시저 도어
- 슬라이딩 도어
- 수어사이드 도어
- 스완 도어